# Impatiens circaeoides
Impatiens circaeoides är en balsaminväxtart som beskrevs av Nathaniel Wallich. Impatiens circaeoides ingår i släktet balsaminer, och familjen balsaminväxter. Inga underarter finns listade i Catalogue of Life.